# 茶籠州
茶籠州，是明代交阯承宣布政使司乂安府下轄的一個州。治所約在今越南乂安省的藍江上游地區。

## 沿革
- 永樂十三年夏四月初五日壬申（1415年5月13日），設交阯乂安府之茶籠州[3][4][5][6][7]。
- 永樂二十二年九月癸酉朔（1424年9月23日），掌交阯都指揮使司都督同知方政率兵捕賊，與黎利戰於乂安府茶籠州，昌江衛指揮伍雲戰死[8]。
- 洪熙元年閏七月十六癸丑（1425年8月29日），交阯巡按監察御史奏清化府賊首黎利聚眾作逆，圍困茶籠州，署茶籠州事土官知府琴彭拒守七月，糧盡兵困，宣宗命參將榮昌伯陳智等及交阯三司發兵救援[9]。
- 洪熙元年十一月二十六辛酉（1426年1月4日），交阯布政司按察司事兵部尚書陳洽奏：賊首黎利圍攻茶籠州，殺知州琴彭[10]。
- 宣德元年三月初五日己亥（1426年4月12日），交阯總兵官榮昌伯陳智、都督方政討叛寇黎利，進至茶籠州失利[11]。
- 宣德元年五月二十四丁巳（1426年6月29日），交阯為事官陳智奏：賊首黎利聚眾佔據茶籠州，官軍討捕未獲，請從交州左右中前後及昌江、鎮夷、三江、市橋九衛屯田土軍八千九百余人中調五千人征守[12]。